# Prohylobates simonsi
Prohylobates simonsi es una  especie de monos del Viejo Mundo (Cercopithecidae) extintos del género Prohylobates, que vivió durante los primeros años del Mioceno en Libia. Hasta ahora el único fósil estaba en la región Gebel Zelten - descubiertos en el norte de Zentral libyen - alrededor de 15 kilómetros al oeste de Gebel Zelten y 6 kilómetros al este de Ora. Sobre la base bioestratigráfica del análisis de la primera descripción, fue fechado en 18 millones de años, que más tarde se revisó entre 17 y 15 millones de años.
El holotipo fue descrito por primera vez en 1979 por Eric Delson que estudió un fragmento de una mandíbula con unos molares M2 y M3 izquierdos bien conservados (Archivnummer A.M.N.H. 17768). Prohylobates simonsi se descubrió después de Prohylobates tandyi, en el valle al- Mughra se descubrió el fósil de Egipto y en 1918 se describió científicamente, la segunda especie del género Prohylobates. Los dientes conservados de Prohylobates simonsi son aproximadamente 65 % más grandes que el de la especie tipo Prohylobates tandyi, y el diente M3 es más largo; de lo contrario la morfología de ambos tipos sería casi idéntica.